# بیک جی حون
بیک جی حون (انگلیسی: Baek Ji-hoon؛ زادهٔ ۲۸ فوریهٔ ۱۹۸۵) یک بازیکن فوتبال اهل کره جنوبی است.
وی همچنین در تیم‌های ملی فوتبال کره جنوبی کره جنوبی کره جنوبی بازی کرده‌است.